# Synagoga Chivtei Israël
Synagoga Chivtei Israël je synagoga ve 12. obvodu v Paříži v ulici Cité Moynet č. 12. Byla vysvěcena 30. ledna 1994. Slouží komunitnímu centru Chivtei Israël (též Chivte Israël) po kterém nese své jméno.